# ГаРмИдЕр
Театр «ГаРмИдЕр» — експериментальний театр, що діє в Луцьку з 2003 року. Театр розвивається, рефлексуючи на поточний стан речей та виходячи за межі драматургії, класичної вистави і театральної зали.

## Історія
Створено театр 2003 року в місті Луцьк вихідцями театр-студії «Синій птах» (Руслана і Павло Порицькі та Алла Доманська). 5 років «ГаРмИдЕр» діяв при Волинському державному університеті імені Лесі Українки (тепер – Східноєвропейський національний університет імені лесі українки) під керівництвом заслуженої артистки України Лариси Зеленової [Архівовано 20 липня 2020 у Wayback Machine.].
У 2008 році театр продовжив роботу при Луцькому районному будинку культури (нині – культурно-мистецький центр «Красне»). Із того часу художнім керівником та режисером стала Руслана Порицька [Архівовано 23 липня 2020 у Wayback Machine.]. 2019 року «ГаРмИдЕр» у статусі громадської організації започаткував діяльність сценічного простору «Гармидер ангар-stage» [Архівовано 25 квітня 2022 у Wayback Machine.]. У червні 2020-го розпочав свою діяльність на цьому майданчику у статусі незалежного театру.
Колектив представляв Україну на фестивалях та культурних подіях у Литві, Латвії, Чехії, Естонії, Грузії, Білорусі та багатьох польських містах. Має чимало нагород (серед яких – Гран-прі) та є лауреатом мистецьких премій.
Від часу створення й донині театр перебуває у пошуку різних форм живого театру й експериментує з поняттям «театр за межами театру». Зокрема, «ГаРмИдЕр», спільно з Луцькою міською радою, організував шість міжнародних фестивалів «Мандрівний вішак», вистави яких відбувалися у вуличних, промислових, сакральних, торгових, розважальних та інших просторах.
На суспільні події та явища театр реагує документальними виставами та перформансами. Також у різних формах колектив втілює свої відчуття та дослідження історії та сьогодення міста – театралізовані екскурсії, розкриття імен Луцька у театральних дійствах та серії відео, театралізація фестивалів історичного духу тощо.
Майже усі актори та інші творчі й технічні працівники театру не мають відповідної професійної освіти. Левову частку творчої та технічної роботи протягом попередніх років учасники колективу виконували волонтерських засадах.
Знання і досвід учасники здобувають під час занять та тренінгів (як внутрішніх, так і з запрошеними майстрами) та в процесі практичної роботи. Для частини учасників театральна діяльність у процесі багаторічної практики стала єдиною, основною чи вагомою діяльністю, яку вони розцінюють радше як покликання та професію, аніж як хобі.

## Вистави
- 2003 — «У пошуках синього птаха» — казка для дітей і не тільки. П'єса написана учасниками студії. Мотив пошуку птиці щастя навіяно Морісом Метерлінком.
- 2004 — «Цикута для Сократа» — сучасна драма. Автор — Віктор Герасимчук.
- 2004 — «Морока» — водевіль. Автор — Олександр Олесь.
- 2004 — «Новорічний детектив» — казка для дітей. Написана учасниками студії.
- 2006 — «9-й місячний день» — сучасна напівмістична трагікомедія. Автор — Олександра Погребінська.
- 2006 — «На перши гулі» — народна комедія. П'єсу Степана Васильченка учасниками театр студії перекладено на говірку с. Черче Камінь-Каширського району.
- 2006 — «Гарольд і Мод» — трагікомічний фарс. Автори — Колін Хіггінс, Жан-Клод Карр'єр.
- 2007 — «Івонна — принцеса Бургундська» — фарс або «кому гламурне шоу, а кому — сеанс психоаналізу». Автор — Вітольд Гомбрович.
- 2008 — «Три знаки» — театро-відео-поетично-музично-пластичне дійство. Автор — Руслана Порицька.
- 2008 — «У темряві» — містерія. За мотивами етюду Олександра Олеся «По дорозі в казку».
- 2009 — «Телефонний довідник» — театральна мініатюра
- 2009 — «На полі крові» — драма. Автор — Леся Українка.
- 2010 — «Три ворони» — уривок із містерії «Великий льох»
- 2010 — «Портрет» — драма. Автор — Славомір Мрожек.
- 2010 — «Мазайло» — трагікомедія. Автор — Микола Куліш.
- 2011 — «Містерія любові» — музично-пластичне дійство. Автор — Руслана Порицька.
- 2011 — «Ау!!! Сказане мільйонам» — вербатім. Автор — документальна вистава за записами в інтернеті (форуми, твітер, інтернет-щоденники).
- 2012 — «Крижем» — новела. Автор — Віктор Гребенюк.
- 2012 — «Гра долі» — за мотивами п'єси Івана Вирипаєва «Валентинів день».
- 2012 — «Сенат шаленців». Автор — Януш Корчак.
- 2013 — «За 10%». Автор — Олег Чорногуз.
- 2014 — «Таємниця країни сонячних зайчиків». Автор — Всеволод Нестайко.
- 2014 — «Віткацій є/ Віткація немає». На основі документальних свідчень, інтерв'ю, статей про Станіслава Ігнація Віткевича, а також — цитат і уривків драматичних творів самого Віткація.
- 2014 — «Дожити до...» — вербатім. Автор — документальна вистава за записами в інтернеті (форуми, твітер, інтернет-щоденники).
- 2015 — «Мати» — театральний експеримент (спільно з театром «Арабески»). Автор — Станіслав Віткевич.